# Дроздов, Михаил Владиславович
Дроздов Михаил Владиславович (род. 26 января 1971, Владивосток) — общественный деятель современного Русского Зарубежья, председатель Всемирного координационного совета российских соотечественников, проживающих за рубежом (ВКСРС).

## Биография
Юрист. Специалист по законодательству КНР. Автор сборника «Договор в китайском праве» (издание ДВО РАН, 1996). До отъезда в 1996 г. на постоянное жительство в Китай, преподавал право во Владивостокском государственном университете экономики и сервиса, являлся сотрудником Института истории, археологии и этнографии народов Дальнего Востока. Проходил стажировки в г. Далянь (1991) и в г. Шанхай (1996—1998). Действительный член «Русского географического общества» — Общества изучения Амурского края. Один из соавторов труда «Русские в Китае. Исторический обзор» (Шанхай, 2010). Автор статей о жизни русской диаспоры, интервью с деятелями культуры и эмиграции.
В 1998 г. стоял у истоков создания «Русского клуба в Шанхае», ставшего первым объединением выходцев из России в Китае после образования Китайской Народной Республики. Председатель Клуба с 2001 г. В 2007—2015 гг. руководил Координационным советом соотечественников в Китае. С 2015 по наст. время — председатель Всемирного координационного совета российских соотечественников, проживающих за рубежом (ВКСРС) — единственной организации соотечественников Зарубежья, прямо упомянутой в российском законодательстве. Дважды, вместе с президентом России В. В. Путиным и министром иностранных дел России С. В. Лавровым, участвовал в церемонии открытия Всемирных конгрессов соотечественников (в 2015 и 2018 гг.) .
С 2020 г. вошёл в состав Координационного совета по международному сотрудничеству при Общественной палате Российской Федерации.
Собрал уникальную коллекцию книг с автографами авторов, вышедших в эмиграции после революции 1917 г. (в коллекции более 1000 томов). Женат. Имеет четырёх детей. Постоянно проживает в Шанхае. Владеет китайским языком.

## Награды
- 2004 — Медаль «В память 300-летия Санкт-Петербурга» — «За вклад в развитие побратимских связей между Санкт-Петербургом и Шанхаем».
- 2013 — Орден Русской Православной Церкви Преподобного Серафима Саровского III степени — «Во внимание к многолетним трудам по поддержке Православия в Китае)[12].
- 2015 — Почётный знак Правительственной комиссии по делам соотечественников за рубежом в номинации «Общественная деятельность»[13]
- 6 апреля 2021 — Орден Дружбы (Россия) — «За большой вклад в работу по консолидации и сплочению российской диаспоры в Китае»[14].